# Arrondissement de Neu-Ulm
L'arrondissement de Neu-Ulm est un arrondissement  ("Landkreis" en allemand) de Bavière   (Allemagne) situé dans le district ("Regierungsbezirk" en allemand) de Souabe. 
Son chef lieu est Neu-Ulm.

## Villes, communes & communautés d'administration
(nombre d'habitants en 2006)
| Villes 1. Illertissen (16 441) 2. Neu-Ulm, Große Kreisstadt (51 680) 3. Senden (22 124) 4. Vöhringen (13 054) 5. Weißenhorn (13 204) Märkte 1. Altenstadt (4 765) 2. Buch (3 607) 3. Kellmünz an der Iller (1 357) 4. Pfaffenhofen an der Roth (7 094) Gemeinden 1. Bellenberg (4 567) 2. Elchingen (9 229) 3. Holzheim (1 762) 4. Nersingen (9 223) 5. Oberroth (848) 6. Osterberg (856) 7. Roggenburg (2 718) 8. Unterroth (975) | Verwaltungsgemeinschaften 1. Altenstadt avec les communes membres Altenstadt (Markt), Kellmünz a.d.Iller (Markt) et Osterberg 2. Buch avec les communes membres Buch (Markt), Oberroth et Unterroth 3. Pfaffenhofen a.d.Roth avec les communes membres Holzheim et Pfaffenhofen a.d.Roth (Markt) Gemeindefreie Gebiete (44,79 km²) 1. Auwald (4,96 km²) 2. Oberroggenburger Wald (6,43 km²) 3. Reudelberg (dissous le 1er janvier 2000) 4. Stoffenrieder Forst (15,79 km²) 5. Unterroggenburger Wald (17,62 km²) |